# Sofia Peak
Der Sofia Peak (englisch; bulgarisch връх София wrach Sofija) ist ein 1655 m hoher  und vereiste Berg auf der Livingston-Insel im Archipel der Südlichen Shetlandinseln. Im Levski Ridge der Tangra Mountains ragt er 470 m nordwestlich des Great Needle Peak, 3 km nordöstlich des Silistra Knoll, 1,25 km ostsüdöstlich des St. Ivan Rilski Col, 1,84 km südsüdöstlich des Plana Peak, 1,6 km südlich des Tutrakan Peak und 2,23 km südwestlich des Helmet Peak auf.
Bulgarische Wissenschaftler kartierten ihn 2005, 2009 und 2017. Die Erstbesteigung gelang Dojtschin Bojanow, Nikolaj Petkow und Alexander Schopow am 8. Januar 2015. Die bulgarische Kommission für Antarktische Geographische Namen benannte ihn 2019 nach Bulgariens Hauptstadt Sofia.